# 電子雲
電子雲（でんしうん）とは、原子に束縛された電子の状態を雲に例えた呼び方のこと。

## 概要
原子を理解する際のモデルについて、旧来のラザフォード模型では、電子は太陽のまわりを公転する惑星のように、原子核のまわりを廻っているとされた。しかし、その後の研究によって、電子には不確定性があり、電子は粒や点のようなものではなく「雲のようにぼんやりと存在する」ことが明らかとなった。すなわち、電子の存在は、確率密度関数で表される空間的な広がりがある。このような電子の有り様を電子雲と呼ぶ。